# Valsugana
Die Valsugana (auch Val Sugana, deutsch gelegentlich Suganertal bzw. Suganatal) ist ein Tal in Italien im Südosten des Trentino östlich von Trient an der Grenze zum Veneto.
Durch das Suganertal fließt der Oberlauf des Brenta. Es bildet ein Tor zur Provinz Vicenza. Bassano del Grappa ist der erste größere Ort im Veneto. Der Brenta fließt in der oberen Hälfte des Tals überwiegend von West nach Ost, in der unteren Hälfte nach Süden.

## Talgemeinschaften und Ortschaften
Die Valsugana ist auf zwei Talgemeinschaften verteilt:
- das Obertal gehört zur Comunità Alta Valsugana e Bersntol
- das Untertal zur Comunità Valsugana e Tesino

|  |  |

Der erste bedeutende Ort der Valsugana ist Pergine Valsugana (deutsch veraltet Fersen im Suganertal). Nördlich von Pergine zweigt das Fersental ab, eine Sprachinsel des Fersentalerischen (Bersntolerischen). Flussabwärts liegen zwei große Seen, der Lago di Caldonazzo und der Lago di Levico, die als Badeseen geeignet sind. Der Kurort Levico Terme (deutsch veraltet Löweneck), ein seit dem 19. Jahrhundert bekannter Badeort mit dem Flair des Fin de siècle, liegt direkt im Seengebiet. Das Ortsbild von Borgo Valsugana (deutsch veraltet Burg im Suganertal), das sich bereits im mittleren Teil des Tales befindet, ist vom Mittelalter und Barock und von den balkonverzierten Häusern geprägt, die direkt an der Brenta liegen.

## Geschichte
Die Valsugana ist ein Fremdenverkehrs- und Obstanbaugebiet. Doch so friedlich war es hier nicht immer: Im Gebirgskrieg 1915–1918 war die Gegend hart umkämpft, verlief doch die Grenze zwischen Österreich-Ungarn und Italien in unmittelbarer Nähe südlich jenseits der Hochebene von Lavarone (deutsch Lafraun) über der Astico-Schlucht. Das damals sog. Suganatal lag zu Füßen des die Österreicher unterstützenden Alpenkorps. Ab 1908 hatte Österreich-Ungarn in Erwartung eines Krieges begonnen, die südlichen Grenzen des Kaiserreiches massiv zu befestigen. Auf der anderen Seite der Grenze bauten die Italiener ihre Festungen. So entstanden auch auf den Hochebenen südlich der Valsugana eine Reihe von monströsen Festungen, Meisterwerke des damaligen militärischen Ingenieurwesens.
Die meisten österreichischen Festungsanlagen, die den anstürmenden Italienern von Mai 1915 (Kriegserklärung Italiens an die Mittelmächte am 24. Mai 1915) bis Mai 1916 standhielten, als durch die Maioffensive der Mittelmächte die Front weiter nach Süden verlagert wurde, wurden nach dem Ersten Weltkrieg geschleift. Einige der Festungen (Verle, Werk Lusern) sind dennoch so gut erhalten, dass man sich auch heute noch eine Vorstellung von den erbitterten Kämpfen des Dolomitenkriegs machen kann. Die Festung Werk Gschwent in Lavarone (deutsch Lafraun) ließ man absichtlich stehen. Sie ist zu besichtigen, beherbergt heute ein militärhistorisches Museum und gibt einen guten Einblick in den damaligen Festungsbau.
In der Nähe von Lavarone liegt Lusern, die bekannteste deutsche Sprachinsel in Oberitalien. Die Hochebene von Lavarone erreicht man aus dem Tal über eine von Caldonazzo zur Kreuzung von Monterovere führende Straße, die vom österreichischen Militär angelegte Kaiserjägerstraße, die eine gute Aussicht auf die Valsugana und deren Seen bietet.

## Verkehr
Die Valsugana wird von der über weite Strecken zur Schnellstraße ausgebauten Strada Statale 47 della Valsugana  (Trient – Padova) und von der parallel geführten Valsugana-Bahn (Trient – Venedig) durchzogen.